# La Boissière-des-Landes
La Boissière-des-Landes är en kommun i departementet Vendée i regionen Pays de la Loire i västra Frankrike. Kommunen ligger i kantonen Moutiers-les-Mauxfaits som tillhör arrondissementet Les Sables-d'Olonne. År 2022 hade La Boissière-des-Landes 1 465 invånare.

## Befolkningsutveckling
Antalet invånare i kommunen La Boissière-des-Landes
| Referens: INSEE |